# Happiness Is a Warm Gun
Happiness Is a Warm Gun – utwór zespołu The Beatles pochodzący z podwójnego albumu The Beatles (znanego jako Biały album). Jest kompozycją przede wszystkim Johna Lennona, sygnowaną jednak (jak większość utworów zespołu) Lennon/McCartney. Roboczy tytuł piosenki brzmiał „Happiness Is a Warm Gun in Your Hand” i był zainspirowany okładką magazynu pokazaną Lennonowi przez George’a Martina z tak brzmiącym nagłówkiem. W 1962 roku Charles Schulz napisał książeczkę Happiness is a Warm Puppy z serii Fistaszki. Według niektórych tytuł nawiązywał do igły używanej przy iniekcji heroiny; sam Lennon temu zaprzeczył.

## Utwór
Lennon kiedyś stwierdził, że piosenka jest „czymś na kształt historii rock’n’rolla” przez fakt, że składa się z pięciu odmiennych stylistycznie sekcji i trwa mniej niż 3 minuty. Większość słów piosenki śpiewa John Lennon. Utwór otwiera melodyjna i spokojna sekcja („She’s not a girl who misses much...”), w której stopniowo wprowadzane są linie melodyczne perkusji, basu i gitary. Następnie rozpoczyna się sekcja zbudowana wokół powtarzanego riffu gitary („I Need a Fix”). Słowa piosenki „I need a fix/cause I’m going down” są podstawą przypuszczeń że tematem piosenki jest heroina (w czasie nagrywania Białego albumu muzyk był od niej uzależniony). W finałowej sekcji piosenki, nawiązującej do stylu doo wop chórek śpiewa „bang, bang, shoot shoot”. Kolejnym sekcjom utworu towarzyszą niezwykłe zmiany rytmu; utwór rozpoczyna się w rytmie 4/4, następnie podczas solo gitary i sekcji „I need a fix...” zmienia się na 3/4. W sekcji „Mother Superior” rytm zmienia się przez 6/8, 3/4 i 4/4 i wynosi 4/4 w finałowej sekcji doo wop. Po słowach „When I Hold you...” rytm zmienia się na 3/4, ale perkusja nadal utrzymuje rytm 4/4.
Tekst piosenki jest wieloznaczny; jedni widzieli w nim nawiązania do narkotyków, inni aluzje seksualne (wskazując zwłaszcza tytuł i frazę „I feel my finger on you trigger”).

## Nawiązania
Budowa utworu zainspirowała zespół Radiohead przy kompozycji utworu „Paranoid Android” z płyty OK Computer z 1997 roku. Na singlu Marilyn Manson Get Your Gunn znalazł się remiks autorstwa Trenta Reznora zatytułowany „Mother Inferior Got Her Gunn”.

## Covery
- Tori Amos na albumie Strange Little Girls
- The Breeders na albumie Pod
- Jacob Fred Jazz Odyssey na albumie Tomorrow We’ll Know Today
- Anders Osborne na albumie The blues White album
- Phish na albumie Live Phish Volume 13
- Marc Ribot na albumie Saints
- U2 na singlu Last Night on Earth promującym album Pop
- Alanis Morissette wykonywała utwór na żywo na trasie Can’t Not Tour (1995-1996)
- Hajime Chitose na singlu Kataritsugu Koto
- Sky Ferreira wykonała cover utworu „Happiness is a warm gun” do podkładu muzycznego z piosenki „Still D.R.E”, nadając mu tytuł „Happy Dre”.